# صبح روز هفتم
صبح روز هفتم فیلمی به کارگردانی سیدمسعود اطیابی و نویسندگی آرزو محمدنژاد و جهانبخش ایمانی محصول سال ۱۳۸۷ است.

## خلاصه داستان
داستان هفت روز از زندگی دزدی است که تازه از زندان آزاد شده و طلاق همسرش و دوری تنها دخترش او را در شرایط بدی قرار داده است. مرد جوان در اولین صبح پس از آزادی تصمیم گرفته دزدی را کنار بگذارد. دوری کردن از وسوسه‌های دزدی دیری نمی‌پاید و روزهای بعد که گرسنگی امان مرد جوان را بریده؛ او را از این تصمیم بازمی‌دارد.

## بازیگران
- شهرام حقیقت‌دوست
- رویا میرعلمی
- علی اوسیوند
- خسرو فرخزادی
- داریوش اسدزاده
- کیومرث ملک مطیعی
- محمد پورستار
- حشمت آرمیده
- مهدی درخشان
- عطیه غبیشاوی
- سیامک اشعریون
- مریم یاوری
- کیانوش گرامی
- امیر بابایی